# Jiří Kobr
Jiří Kobr (* 4. srpna 1972) je bývalý český prvoligový fotbalový brankář.

## Hráčská kariéra
V československé nejvyšší soutěži debutoval v neděli 15. září 1991 v Bratislavě na hřišti Interu, kde v brance vystřídal Jiřího Krbečka (Cheb prohrál 0:6). V nejvyšší soutěži ČR zasáhl do 43 střetnutí (za Jablonec a Viktoriu Žižkov). V nejvyšší soutěži SR nastoupil v 50 zápasech za 1. FC Košice a vstřelil jednu branku.
Druhou nejvyšší soutěž ČR hrál ve Znojmě (podzim 1992) a v Ústí nad Labem (1994/95). Ve druhé nejvyšší soutěži SR odchytal 88 utkání za Dunajskou Stredu, další přidal v sezoně 2007/08 za Starou Ľubovňu.
V nižších soutěžích nastupoval za Jablonec, Ústí nad Labem, Děčín, Semice, Dunajskou Stredu, Spišskou Novou Ves, Hanisku a Veľký Meder.
Poté, co se košický klub dostal do finančních problémů, se na podzim 2003 živil kopáním kanálů v Turnově.

### Vstřelené branky
V sobotu 23. března 2002 vstřelil v zápase proti Slovanu Bratislava slavný vyrovnávající gól, čímž se stal prvním a dosud jediným brankářem, který ve slovenské lize skóroval ze hry (platné před začátkem ročníku 2018/19). Brance předcházel rohový kop Zvary, míč se nakonec odrazil ke Kobrovi a ten ho z voleje poslal do sítě srbského brankáře Vojina Proleho.
Podobným způsobem se mu povedlo skórovat už na podzim 1995 ve třetí lize za Děčín proti Lázním Bohdaneč.

### Zahraničí
Na jaře 2012 vycestoval za prací do Velké Británie. Od roku 2013 byl hráčem velšského třetiligového klubu Pwllheli FC.

## Ligová bilance
| Ročník                                   | Zápasy | Góly | Minuty | Nuly | Klub                  |
| ---------------------------------------- | ------ | ---- | ------ | ---- | --------------------- |
| 1. československá fotbalová liga 1991/92 | 1      | 0    | –      | 0    | SKP Union Cheb        |
| 1. česká fotbalová liga 1995/96          | 2      | 0    | 99     | 0    | FK Jablonec nad Nisou |
| 1. česká fotbalová liga 1996/97          | 4      | 0    | 280    | 0    | FK Jablonec nad Nisou |
| Gambrinus liga 1997/98                   | 4      | 0    | 360    | 2    | FK Viktoria Žižkov    |
| Gambrinus liga 1998/99                   | 16     | 0    | 1374   | 5    | FK Viktoria Žižkov    |
| Gambrinus liga 1999/00                   | 16     | 0    | 1440   | 0    | FK Viktoria Žižkov    |
| Gambrinus liga 2000/01                   | 1      | 0    | 90     | 0    | FK Viktoria Žižkov    |
| Mars superliga 2000/01                   | 17     | 0    | –      | –    | 1. FC Košice          |
| Mars superliga 2001/02                   | 14     | 1    | –      | –    | 1. FC Košice          |
| 1. slovenská fotbalová liga 2002/03      | 19     | 0    | –      | –    | 1. FC Košice          |
| CELKEM 1. LIGA ČSFR                      | 1      | 0    | –      | 0    |                       |
| CELKEM 1. LIGA ČR                        | 43     | 0    | 3643   | 7    |                       |
| CELKEM 1. LIGA SR                        | 50     | 1    | –      | –    |                       |